# Anthopotamus
Anthopotamus is een geslacht van haften (Ephemeroptera) uit de familie Potamanthidae.

## Soorten
Het geslacht Anthopotamus omvat de volgende soorten:
- Anthopotamus distinctus
- Anthopotamus myops
- Anthopotamus neglectus
- Anthopotamus verticis